# Eugénie Le Brun
Eugénie Le Brun también conocida como Madame Rushdi (París, 1873- El Cairo, 16 de octubre de 1908) fue una intelectual francesa que inició el feminismo en Egipto; una influyente anfitriona de salones literarios y amiga cercana de Huda Sha'arawi.

## Biografía

### Inicios y matrimonio
Le Brun nació en Francia y se crio en una familia de clase media-alta. Recibió una buena formación y participó activamente en la vida intelectual de la élite francesa. Como hija de una familia de clase media con poca seguridad financiera, su futuro lugar dentro de la sociedad estaría marcado completamente por la posición de quien fuese su marido.
Le Brun fue comprometida con un destacado terrateniente egipcio, Husain Rushdi Pasha durante sus últimos días viviendo en Francia. Rushdi nació en una familia acomodada de origen turco en El Cairo y fue enviado al extranjero para educarse en Ginebra y más tarde en Francia. Le Brun se casó con Rushdi, quien eventualmente se convertiría en el Primer Ministro Egipcio de 1914-1917. Cuando Rushdi completó su educación en Francia, Le Brun regresó con él a El Cairo en 1892 para ocupar una posición destacada dentro del gobierno colonial en Egipto.

### Feminismo
Después de mudarse a El Cairo, Le Brun se convirtió al Islam tras estudiarlo detenidamente. Sostenía que a través de una cuidadosa investigación del Corán y, contrariamente a la creencia occidental, el islam podría ser una fuerza liberadora de las mujeres, a las que otorgaba muchos derechos importantes. Tomó interés en la justicia islámica para las mujeres y, a menudo, asistía a juicios en tribunales islámicos. Los abusos de los derechos maritales de las mujeres, de los que Le Brun fue testigo en los juicios, habrían de ser más tarde el foco principal de su libro, Harem et les Musulmanes.
Trató de subrayar la distinción entre el islam como religión y "las distorsiones que el corrupto establishment religioso y sus poderosas figuras habían introducido en él". Le Brun argumentaba, además, que muchas prácticas egipcias comúnmente atribuidas al islam en realidad provenían de las convenciones sociales. Específicamente, fue de la opinión de que el islam no exige el velo y el aislamiento de las mujeres. Habiendo experimentado el estilo de vida del harén al mudarse a El Cairo, Le Brun creía que el enfoque de los oficiales occidentales en poner fin a la práctica era equivocado porque era indicativo del sistema social más amplio para excluir a las mujeres de la esfera pública.
En Harem et les Musulmanes, Le Brun argumentaba que la política occidental "desconcierta lo que era simplemente la parte de la casa donde las mujeres y los niños llevan a cabo su vida diaria...[las mujeres] negocian lugares entre las opciones disponibles para ellas en formas templadas por su grado de acceso a los recursos y privilegios". Le Brun criticó la impresión occidental de que "las mujeres europeas están todas liberadas mientras que las mujeres árabes están todas oprimidas". Por el contrario, Le Brun creía que "las mujeres de Europa y Estados Unidos necesitaban tanto la ayuda de las feministas árabes como lo contrario". En ocasiones, Le Brun se refugió en las costumbres egipcias de segregación de género para evadir el acoso sexual de los hombres europeos.
Le Brun creía que la mejor manera de negociar la separación entre lo público y lo privado era a través de actividades intelectuales. Como tal, fue anfitriona de un salón semanal de mujeres acomodadas en su hogar en Egipto a partir de mediados de la década de 1890. Aunque se centró principalmente en el discurso literario, con frecuencia los temas que se discutían en las intensas reuniones en los salones eran, sobre todo, políticos. En una ocasión, Le Brun hizo referencia a temas que iban desde "el feminismo, el cinematógrafo, la nativos estadounidenses, la Rebelión de los Bóxer, la interpretación de los sueños, hasta Karl Marx.
Además de las semanales reuniones de salón, Le Brun también abogó por la educación de las mujeres. Sostuvo que "si bien el primer deber de una mujer es para su familia, puede cumplir mejor con esta obligación si tiene una buena educación".
En Les Repudiees, Le Brun abogó por la necesidad de educar tanto a las mujeres pobres como a las élites femeninas. Específicamente, Le Brun estudió las vidas de las mujeres autosuficientes que sirven como cabezas de familia debido a la ausencia del esposo. Después de convertirse en viudas o simplemente abandonadas por sus maridos, Le Brun descubrió que la mayoría de las mujeres pobres no tenían una red social para apoyarse y en su lugar debían trabajar. Argumentó que era el deber moral de la sociedad proporcionar educación a todas las mujeres.

### Relación con Huda Sha'arawi

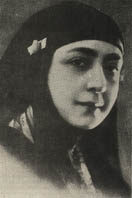
Huda Sha`arawi

Le Brun mantuvo una estrecha amistad con la líder nacionalista, la feminista Huda Sha'arawi. Sha'arawi solía asistir a los salones ofrecidos por Le Brun desde la década de 1890, donde se discutían las prácticas sociales como el velo. Le Brun convenció a Sha'arawi de que el velo se interponía en el camino del avance de las mujeres egipcias y esto condujo a que Sha'arawi abandonase el cubrirse. Sha'arawi también vio a Le Brun como una mentora invaluable con un efecto duradero en su desarrollo intelectual y bajo su influencia, después de la muerte de Le Brun en 1908, Sha'arawi escribió en sus memorias: 

I had come to rely heavily upon her good counsel but even after her death I felt her spirit light the way before me. When I was about to embark on something, I often paused to ask myself what she would think, and if I sensed her approval I would proceed
yo había llegado a depender en gran medida de su buen consejo, pero incluso después de su muerte sentí su espíritu de luz en el camino delante de mí. Cuando estaba a punto de embarcarme en algo, a menudo me detenía para preguntarme lo que iba a pensar, y si sentía su aprobación me gustaba continuar.

## Libros
Le Brun escribió muchos libros y cartas a lo largo de su vida. Los dos siguientes fueron publicadas bajo el seudónimo de "Margaret Rachid-Pacha Niya Salima" en París:
- Rachid-Pacha Niya Salima (1902). Harem et les Musulmanes. F. Juven. ISBN 0253313414.
- Rachid-Pacha Niya Salima (1908). Les Repudiees. Société d'Edition et de Publicaciones. OCLC 492718089.